# Acacia dudgeoni
Acacia dudgeoni är en ärtväxtart som beskrevs av Holland. Acacia dudgeoni ingår i släktet akacior, och familjen ärtväxter. Inga underarter finns listade i Catalogue of Life.